# 希尔施贝格 (图林根州)
希尔施贝格（德語：Hirschberg，發音：[ˈhɪʁʃˌbɛʁk] ⓘ）是德国图林根州萨勒-奥拉县的城市，位于薩勒河畔，面积24.13平方千米，2023年12月31日人口为2,147人。